# Fare di tutta l'erba un fascio
Fare di tutta l'erba un fascio (meglio: Fare di tuttE l'erbE un fascio oppure anche: Fare d'ogni erba fascio Fare di un fil d'erba un fascio ) è una frase idiomatica che, nelle sue diverse varianti, è di utilizzo piuttosto diffuso nella lingua italiana.

## Origine
L'origine è legata al mondo contadino, in particolare alla raccolta delle erbe nei campi. Era evidente che conveniva, per velocizzare il lavoro, raccogliere indiscriminatamente tutte le erbe in un unico mazzo, evitando così la più laboriosa ma utile cernita tra le erbe buone e quelle erbe cattive, e così nacque il detto "Fare di ogni erba un fascio".

## Significato
Questa frase idiomatica indica l'atteggiamento di chi, trattando un determinato argomento, generalizza eccessivamente, non considerando (volontariamente o involontariamente) le differenze e le distinzioni tra i vari tipi di "erba" che pretende di riunire in un unico "fascio".